# Olesicampe typica
Olesicampe typica är en stekelart som först beskrevs av Henry Lorenz Viereck 1925.  Olesicampe typica ingår i släktet Olesicampe och familjen brokparasitsteklar. Inga underarter finns listade i Catalogue of Life.